# José Carlos Burle
José Carlos Queirós Burle (Recife, 19 de julho de 1910 — Atibaia, 23 de outubro de 1983) foi um compositor, ator, crítico de rádio e cineasta brasileiro.

## Biografia
José Carlos Burle e o irmão Paulo unem-se, em 1941, a Moacyr Fenelon e inauguram a Atlântida Companhia Cinematográfica do Brasil S/A. Aos três, une-se o Conde Pereira Carneiro, proprietário do Jornal do Brasil. A Atlântida Cinematográfica, produz, nos primórdios de funcionamento, cinejornais – as Atualidades Atlântida.
Burle é compositor de sucessos como, Cabocla, gravada por Ary Barroso, Quase nada, gravada por Francisco Carlos e Meu limão, meu limoeiro, gravada por intérpretes como Inezita Barroso, Wilson Simonal e Eduardo Araújo. No cinema, Burle está presente como ator, montador, diretor de arte, compositor e produtor de quase todos os filmes que dirigiu.
O primeiro longa-metragem produzido pela Atlântida e dirigido por Burle é Moleque Tião (1943), estrelado por Grande Otelo e inspirado na infância do protagonista.
Em 1946, o presidente da República Eurico Gaspar Dutra assina o Decreto 20.943, que estabelece reserva de mercado para filmes brasileiros. Este decreto vem a calhar para as produções da Atlântida. Em sociedade com Luís Severiano Ribeiro Jr. – proprietário de uma cadeia de cinemas, uma empresa de distribuição e um laboratório de processamento de filmes – a Atlântida produz uma média de três filmes ao ano.
Burle é o primeiro diretor a abordar conflitos raciais, em 1949, com o filme Também somos irmãos.
No final da década de 1950, o governo de Juscelino Kubitschek é mais receptivo a produtos culturais estrangeiros e o cinema estadunidense é o grande vilão. Tal abertura é fatal a produção da Atlântida – cujo método é bastante artesanal. No ano de 1962, a produtora fecha suas portas.
O último filme de Burle é Terra sem Deus, produzido por Recifilmes, em 1963.

## Filmografia
- 1943: Astros em revista. Brasil; musical, média-metragem, P&B.
- 1943: Moleque Tião. Brasil; drama, P&B.
- 1944: Tristezas Não Pagam Dívidas. Brasil; comédia musical, P&B.
- 1944: Romance de um Mordedor. Brasil; comédia, P&B.
- 1945: O Gol da Vitória. Brasil; comédia, P&B.
- 1947: Luz dos Meus Olhos. Brasil; drama, P&B.
- 1948: Falta Alguém no Manicômio, Brasil; comédia, P&B.
- 1949: Também Somos Irmãos, Brasil; drama, P&B.
- 1950: Não é nada disso. Brasil; comédia musical, P&B.
- 1951: Maior que o Ódio. Brasil; drama, P&B.
- 1952: Três Vagabundos. Brasil; comédia, P&B.
- 1952: Carnaval Atlântida. Brasil; comédia musical, P&B.
- 1952: Barnabé, Tu És Meu. Brasil; comédia musical, P&B.
- 1953: O Craque. Brasil; drama, P&B.
- 1954: Chamas no Cafezal. Brasil; drama, P&B.
- 1956: Depois eu conto. Brasil; comédia musical, P&B.
- 1958: O Cantor e o Milionário. Brasil; comédia, P&B.
- 1959: Quem roubou meu samba. Brasil; comédia musical, P&B.
- 1959: Combatendo a malária e a doença de Chagas. Brasil; doc, cm, P&B.
- 1962: Criança sadia, futuro campeão. Brasil; documentário, curta-metragem, cor.
- 1963: Terra sem Deus. Brasil; drama, P&B.